# Chaetopletha centralis
Chaetopletha centralis là một loài ruồi trong họ Tachinidae.